# شرکت نفت روک
شرکت نفت روک (انگلیسی: Roc Oil Company) شرکت نفت و گاز استرالیایی است، که در سال ۱۹۹۷ تأسیس شد.